# Косилка-робот
Роботизированная косилка — беспилотная самоходная машина, предназначенная для скашивания и измельчения травы и мелкого кустарника на придорожных обочинах, склонах, железнодорожных откосах и прочих, труднодоступных зонах, а также газонов, спортивных площадок и прочих зеленых зон.

## Виды косилок-роботов
На сегодняшний день существует ряд бытовых и профессиональных косилок роботов, предназначенных для разных типов работ.
Бытовые косилки-роботы эксплуатируются на придомовых территориях, газонах. Являются высокотехнологичным домашним "гаджетом", освободившим человека на равне с пылесосом-роботом от утомительной домашней работы. Бытовые косилки-роботы движутся по изначально заложенному маршруту, самостоятельно находят место подзарядки, имеют сенсоры дождя и "непрокошенных зон".
В отличие от бытовых косилок-роботов, профессиональные беспилотные машины управляются человеком. Управление осуществляется с мобильного пульта управления, работающих на дистанции до 800 метров.
Профессиональные косилки-роботы на рынке представлены в трех основных исполнениях:
- дисковые
- роторные
- спецшасси

### Дисковая косилка-робот
Дисковые косилки-роботы, выполнены, как правило, со стационарным рабочим органом в виде горизонтального диска под кожухом корпуса машины, с расположенными на нём режущими ножами. Основными производителями дисковых косилок-роботов являются Niko (Германия), LYNEX (Дания)

### Роторная косилка-робот
Косилки-роботы роторного типа, выполнены со стационарным рабочим органом в виде горизонтального ротора, с расположенными на нём подвижными режущими ножами, выпускаемых в разных исполнениях, под разные типы травы, кустарника;

### Спецшасси
Роботизированное спецшасси, имеющее, как правило, переднюю и заднюю трехточечную навесную систему, валы отбора мощности, предназначенные для агрегатирования различных видов косильных головок - дисковых, роторных. Возможна установка до трех режущих головок единовременно, создав тем самым ширину рабочей зоны до 3,6 метров (на примере косилки LYNEX SX 1500). Также возможна установка на спецшасси тяжелых лесных мульчеров, измельчающих древесно-кустарниковую растительность с диаметром ствола дерева до 45 см (например шасси LYNEX TX 2500 с 250-лошадиным дизелем).

## Технические особенности и область применения
Основными причинами, послужившими переходу с тракторных косилок и ручного труда на роботизированные косилки, является высокая проходимость последних, а также безупречная способность работать в труднодоступных зонах. Косилка-робот способна маневрировать на плоскостях с углом до 75 градусов, проходить по переувлажненным и заболоченным зонам. Применение косилкам-роботам  находят на автомобильных и железнодорожных магистралях, которые имеют большую концентрацию сложных многоуровневых развязок, широких обочин, виадуков, крутых склонов.
Производительность машин в час, составляет порядка 4000-7000 м²/час, при средней скорости 15 км/ч.

## Безопасность и здоровье человека
Своё применение косилки-роботы нашли на вырубке борщевика на обочинах дорог и сельских пустырях. Это один из способов защитить человека от яда борщевика и автоматизировать эту вредную для здоровья человека работу. Ведь даже мелкая пыль от стволов, образующаяся при измельчении борщевика, при попадании на кожу способна вызвать ожоги.